# Jean-Marie Winling
 (juin 2024).
Jean-Marie Winling est un acteur français né le 1er janvier 1947 à Sète.

## Biographie
Après des études de lettres classiques à la faculté des lettres de Montpellier, il entre au  Conservatoire national supérieur d'art dramatique de Paris, où il rencontre Antoine Vitez. Acteur de théâtre d'abord, il joue notamment avec Mehmet Ulusoy au tout début du Théâtre de Liberté, puis avec Claude Risac, Jacques Rosner, Jacques Lassalle, Stuart Seide…
Il met également en scène deux pièces de Pierre Macris au Théâtre des Amandiers de Nanterre.
Il retrouve Antoine Vitez, qu'il assiste pour l'ouverture du Théâtre national de Chaillot, et avec lequel il jouera une dizaine de spectacles entre 1981 et 1985. C'est également pendant cette période qu'avec Antoine Vitez, il crée l'École du Théâtre national de Chaillot.
Après un petit rôle remarqué dans le Cyrano de Jean-Paul Rappeneau, il tourne plus souvent qu'il ne joue sur scène, à part quelques incursions dans le théâtre privé (La Parisienne avec Nathalie Baye, et Les Portes du ciel avec Gérard Depardieu).
Il revient au théâtre public à partir de 2001 pour jouer L'Échange mis en scène par Jean-Pierre Vincent, et alterne depuis, entre créations dans plusieurs centres dramatiques ou théâtres nationaux, et tournages pour le cinéma et la télévision.
Il a également doublé Kevin Costner dans la V.F. du film Danse avec les loups.

## Filmographie

### Cinéma
- 1974 : Dada au cœur de Claude Accursi : Max jeune
- 1989 : Cyrano de Bergerac de Jean-Paul Rappeneau : Lignière
- 1990 : Trois Années de Fabrice Cazeneuve : Grégoire
- 1991 : Un cœur qui bat de François Dupeyron : Jean
- 1991 : Netchaïev est de retour de Jacques Deray : Lacourt
- 1993 : Un crime de Jacques Deray : l'avocat général
- 1993 : Le Nombril du monde d'Ariel Zeitoun : Chatel
- 1995 : J'aime beaucoup ce que vous faites de Xavier Giannoli (court-métrage)
- 1995 : Le Petit Garçon de Pierre Granier-Deferre
- 1995 : Les Milles de Sébastien Grall : le médecin-chef Garraud
- 1995 : Le Hussard sur le toit de Jean-Paul Rappeneau : Alexandre Petit
- 1998 : Le Dernier Bip de Laetitia Colombani : Bertrand Joubert
- 1998 : L'Interview court-métrage de Xavier Giannoli : Jacques
- 1998 : Paparazzi d'Alain Berberian : le patron de Franck
- 1998 : Ça ne se refuse pas d'Éric Woreth : Joe Amico
- 1999 : Belle Maman de Gabriel Aghion : Henri
- 1999 : Mes amis de Michel Hazanavicius : Guichard
- 1999 : Le Schpountz de Gérard Oury : le professeur de théâtre
- 1999 : Une pour toutes de Claude Lelouch : le banquier
- 2000 : La Vie commune d'Antony Cordier : Jean-Pierre (court-métrage)
- 2000 : Le Prof d'Alexandre Jardin : le proviseur
- 2000 : Total Western d'Éric Rochant : le colonel
- 2000 : Selon Matthieu de Xavier Beauvois : le propriétaire de l'usine
- 2001 : Les Morsures de l'aube d'Antoine de Caunes : Abraham von Bulow
- 2002 : Avis de tempête de Nicolas Alberny : le présentateur météo (court-métrage)
- 2002 : Dégustation d'Éric Valette : l'homme à la blouse
- 2002 : Monsieur Batignole de Gérard Jugnot : Sacha Guitry
- 2003 : Mauvais Esprit de Patrick Alessandrin : le docteur Édouard
- 2004 : Pellis de Yann Gozlan (court-métrage)
- 2005 : Sauf le respect que je vous dois de Fabienne Godet : Bruner
- 2005 : J'ai vu tuer Ben Barka de Serge Le Péron - Maître Pierre Lemarchand
- 2006 : L'Ivresse du pouvoir de Claude Chabrol : homme de pouvoir
- 2006 : Le Lièvre de Vatanen de Marc Rivière : le général Robson
- 2007 : La Vie d'artiste de Marc Fitoussi : l'éditeur de Bertrand
- 2007 : La Fille coupée en deux de Claude Chabrol : Gérard Briançon
- 2007 : Les Chansons d'amour de Christophe Honoré : le père de Julie
- 2009 : Une affaire d'État d'Éric Valette : Macquart
- 2010 : Sans laisser de traces de Grégoire Vigneron : Maurice
- 2011 : La Proie d'Éric Valette : Robert Pascaud
- 2012 : Alyah d'Élie Wajeman : Le père d'Alex et Isaac
- 2013 : Je fais le mort de Jean-Paul Salomé : Michel Beauchatel
- 2014 : De guerre lasse d'Olivier Panchot : Titoune
- 2015 : Belles Familles de Jean-Paul Rappeneau : Vouriot
- 2017 : Ce qui nous lie de Cédric Klapisch : Anselme
- 2017 : Jusqu'à la garde de Xavier Legrand : Joël
- 2019 : Mais vous êtes fous d'Audrey Diwan : Le père de Camille
- 2019 : Le meilleur reste à venir de Matthieu Delaporte et Alexandre de La Patellière : Bernard Montesiho
- 2020 : L'Enfant rêvé de Raphaël Jacoulot : Claude Receveur
- 2022 : Irréductible de Jérôme Commandeur : Jean-Paul Peltier
- 2023 : Daaaaaalí ! de Quentin Dupieux : Homme bus

### Télévision
- 1972 : Le Grillon du foyer de Jean-Paul Carrère : Édouard
- 1989 : Mieux vaut courir d'Élisabeth Rappeneau : Alex
- 1990 : Le Diable au corps de Gérard Vergez
- 1991 : Le Dernier Lien de Joyce Buñuel : Vincent
- 1991 : La Maison vide de Denys Granier-Deferre : le père Marc
- 1992 : Nestor Burma de Joyce Buñuel : Nikos Birikos / Noah Berenson (saison 2, épisode 1 : Le soleil naît derrière le Louvre)
- 1993 : Julie, bientôt 12 ans et demi d'Olivier Langlois : Pierre
- 1993 : Le JAP, juge d'application des peines de Josée Dayan (épisode Tirez sur le lampiste)
- 1993 : L'Instit de Jean-Louis Bertuccelli : Bernard Chevalier (saison 1, épisode 2 : Le Mot de passe)
- 1993 : Antoine Rives, juge du terrorisme (épisode Action rouge)
- 1993 : Julie Lescaut de Josée Dayan (saison 2, épisode 3 : Trafics)
- 1993 : Les Yeux de Cécile de Jean-Pierre Denis : Émile Chambron
- 1994 : Flics de choc : le dernier baroud de Henri Helman : Bamenco
- 1994 : Deux justiciers dans la ville (épisode Dame de cœur)
- 1994 : Saint-Exupéry : La dernière mission de Robert Enrico
- 1995 : Le R.I.F. (épisode 2 L'Air d'une fugue)
- 1995 : La Duchesse de Langeais de Jean-Daniel Verhaeghe
- 1995 : Le Nid tombé de l'oiseau d'Alain Schwartzstein : le professeur Romieux
- 1996 : Docteur Sylvestre (épisode Silence… hôpital)
- 1997 : Sud lointain de Thierry Chabert : Lucien Gannerac
- 1997 : Ni vue ni connue de Pierre Lary : Francis Cheilan
- 1997 : Les Arnaqueuses de Thierry Binisti : Savane
- 1998 : D'or et de safran de Marco Pico : Wang Zao
- 1998 : Louise et les Marchés de Marc Rivière : Bernard Richard
- 1999 : Le Matador de Michel Vianey : Verdier
- 1999 : Vérité oblige (épisode L'Avocat du diable)
- 1999 : Pepe Carvalho (épisode La Solitude du manager)
- 1999 : Mort d'un conquérant de Thierry Chabert : Slim
- 2000 : À propos de Bérénice de Jean-Daniel Verhaeghe : Paulin
- 2000 : Joséphine, ange gardien (saison 4, épisode 3 : Des cultures différentes)
- 2000 : Commissaire Moulin (saison 6, épisode 1 : Mortelle séduction)
- 2001 : Une femme piégée de Laurent Carcélès : le lieutenant Alvez
- 2001 : Les Enquêtes d'Éloïse Rome (saison 1, épisode 2 : Illégitime défense)
- 2001-2002 : Avocats et Associés : Arthur Bornstein (saison 5, épisodes 1 et 2 ; saison 6, épisodes 1 et 2)
- 2002 : Fabio Montale de José Pinheiro : Philippe Auch
- 2002 : Navarro (saison 14, épisode 3 : Le Parrain)
- 2002 : Marion Jourdan : Christian Leroy
- 2003 : Le Voyage de la grande-duchesse de Joyce Buñuel : Pierre
- 2003 : Le Grand Patron (épisode Le Froid qui sauve)
- 2003 : Le Prix de l'honneur de Gérard Marx : le général Doucet
- 2004 : Femmes de loi (saison 3, épisode 3 : Protection rapprochée)
- 2004 : Penn sardines de Marc Rivière : M. Grivaut
- 2004 : Les Cordier, juge et flic (saison 11, épisode 6 : Raison d'état)
- 2005 : Le Proc (épisode 3 : Accident mortel)
- 2005 : Joséphine, ange gardien (saison 9, épisode 4 : Noble cause)
- 2005 : Les Rois maudits de Josée Dayan (doublage de Spinello Tolomei)
- 2006 : Commissaire Moulin (saison 8, épisode 2 : Un coupable trop parfait)
- 2006 : Central Nuit (saison 4, épisode 4 : Ménage à trois)
- 2006 : Petits meurtres en famille d'Edwin Baily : Monsieur Paul, le majordome
- 2007 : La Prophétie d'Avignon de David Delrieux : Henri Esperanza
- 2007 : La Traque de Laurent Jaoui : le général Charon
- 2007 : Le Silence de l'épervier de Dominique Ladoge : Sarrot
- 2007 : Terre de Lumière de Stéphane Kurc : le sénateur Georges Reignier, beau-père d'Henri
- 2008-2016 : Nicolas Le Floch d'Edwin Baily : Monsieur de Noblecourt
- 2008 : Une enfance volée : L'affaire Finaly de Fabrice Genestal : Monseigneur Gerlier
- 2008 : Antonio Palizzi de Serge Hazanavicius
- 2008 : Adieu De Gaulle, adieu de Laurent Herbiet : Jacques Foccart
- 2011 : Amoureuse de Nicolas Herdt : Montaigne
- 2011 : Commissaire Magellan : Cédric Waringer (épisode Un instant d'égarement)
- 2012 : Les Petits Meurtres d'Agatha Christie de Renaud Bertrand : Pierre Fougères (saison 1, épisode 11 : Le Couteau sur la nuque)
- 2012 : Chambre 327 de Benoît d'Aubert : Louis Marsac
- 2013 : Les Mains de Roxana de Philippe Setbon : Bernard
- 2013 : Alice Nevers, le juge est une femme de Laurent Lévy : Jean-Louis Roussel (saison 11, épisode 4 : Au-delà des apparences)
- 2014 : La Loi de Barbara de Didier Le Pêcheur : Maître Solal
- 2015 : Falco : Charles Pommard (saison 3)
- 2016 : Duel au soleil : Enzo Castelli (saison 2)
- 2016 : Flic tout simplement d'Yves Rénier : Pierre Sardan
- 2016 : Marseille : Edmond d'Abrantes
- 2016 : L'Affaire de maître Lefort de Jacques Malaterre : Jacques Demange
- 2017 : Alex Hugo : Jules Hugo (saison 3, épisode 1 : Les Amants du levant)
- 2017 : Transferts d'Olivier Guignard et Antoine Charreyron
- 2018 : La Révolte des innocents de Philippe Niang : Maître Henri
- 2019 : Mongeville d'Edwin Baily : Serge Rousseau (épisode Le Mâle des montagnes)
- 2021 : Meurtres à Amboise de Sylvie Ayme : Charles Dutertre
- 2021 : La Dernière partie de Ludovic Colbeau-Justin : Maurice
- 2022 : Bellefond d'Émilie Barbault & Sarah Barbault : Jacques Bellefond

## Théâtre
- 1972 : Le Château de Franz Kafka, mise en scène Daniel Mesguich, Conservatoire national supérieur d'art dramatique
- 1972 : Légendes à venir, mise en scène Mehmet Ulusoy
- 1973 : Le Nuage amoureux de Nazim Hikmet, mise en scène Mehmet Ulusoy
- 1975 : La Sensibilité frémissante, mise en scène Jean-Marie Winling
- 1976 : Dans les eaux glacées du calcul égoïste, mise en scène Mehmet Ulusoy
- 1976 : La Vie de Galilée de Bertolt Brecht, mise en scène Arlette Téphany
- 1977 : Agua Quemada, mise en scène Claude Risac
- 1977 : Hedda Gabler, mise en scène Claude Risac
- 1978 : La Manifestation de Philippe Madral, mise en scène Jacques Rosner, Théâtre de l'Odéon
- 1979 : Genseric, mise en scène Jean-Marie Winling
- 1980 : Le deuil sied à Électre d'Eugene O'Neill, mise en scène Stuart Seide, Théâtre des Quartiers d'Ivry
- 1980 : Un dimanche indécis dans la vie d'Anna de Jacques Lassalle, mise en scène de l'auteur.
- 1980 : Bérénice de Racine, mise en scène Antoine Vitez, Théâtre Nanterre-Amandiers, Nouveau théâtre de Nice
- 1982 : Entretien avec M. Saïd Hammadi, ouvrier algérien de Tahar Ben Jelloun, mise en scène Antoine Vitez, Théâtre national de Chaillot, tournée
- 1982 : Hippolyte de Robert Garnier, mise en scène Antoine Vitez, Théâtre national de Chaillot
- 1982 : Macbeth de William Shakespeare, mise en scène P.E. Heymann
- 1983 : Hamlet de William Shakespeare, mise en scène Antoine Vitez, Théâtre national de Chaillot
- 1984 : Le Héron de Vassili Axionov, mise en scène Antoine Vitez, Théâtre national de Chaillot
- 1984 : La Mouette d’Anton Tchekhov, mise en scène Antoine Vitez, Théâtre national de Chaillot
- 1985 : Lucrèce Borgia de Victor Hugo, mise en scène Antoine Vitez, Festival d'Avignon, Théâtre national de Chaillot, Opéra Comédie
- 1986 : Ni chair, ni poisson, mise en scène G. Chavassieux
- 1987 : Le Soulier de satin de Paul Claudel, mise en scène Antoine Vitez, Festival d'Avignon, Théâtre national de Chaillot
- 1988 : Les Apprentis Sorciers de Lars Kleberg (sv), mise en scène Antoine Vitez, Festival d'Avignon
- 1988 : La Fausse Suivante, mise en scène Éric Sadin
- 1990 : Le Livre de Christophe Colomb de Paul Claudel, mise en scène Pierre Barrat, Théâtre des Treize Vents
- 1991 : Calamity Jane de Jean-Noël Fenwick, mise en scène Jacques Rosny, Théâtre Montparnasse
- 1996 : La Parisienne d'Henry Becque, mise en scène Jean-Louis Benoît
- 1999 : Les Portes du ciel de Jacques Attali, mise en scène Stéphane Hillel, Théâtre de Paris
- 2001 : L’Échange de Paul Claudel, mise en scène Jean-Pierre Vincent, Théâtre des Amandiers
- 2002 :  La Part du lion de Wladimir Yordanoff, mise en scène en espace Jacques Rosner, Festival NAVA Abbaye de Saint-Hilaire
- 2003 : Hamlet de Shakespeare, mise en scène Patrice Caurier et Moshe Leiser (de), Théâtre Nanterre-Amandiers
- 2004 : Ivanov d'Anton Tchekhov, mise en scène Alain Françon, Théâtre national de la Colline, TNP Villeurbanne
- 2005 : Hedda Gabler d'Henrik Ibsen, mise en scène Éric Lacascade, Odéon-Théâtre de l'Europe, Ateliers Berthier
- 2008 : Ordet (La Parole) de Kaj Munk, mise en scène Arthur Nauzyciel, Festival d'Avignon, Les Gémeaux
- 2009 : Ordet (La Parole) de Kaj Munk, mise en scène Arthur Nauzyciel, Théâtre du Rond-Point
- 2009 : Rosmersholm d'Henrik Ibsen, mise en scène Stéphane Braunschweig, Théâtre national de la Colline
- 2011 : Ithaque de Botho Strauss, mise en scène Jean-Louis Martinelli, Théâtre Nanterre-Amandiers
- 2011 : Adagio [Mitterrand, le secret et la mort] d'Olivier Py, mise en scène de l'auteur, Odéon-Théâtre de l'Europe
- 2012 : Britannicus de Jean Racine, mise en scène Jean-Louis Martinelli, Théâtre Nanterre-Amandiers
- 2013 : Le Canard sauvage de Henrik Ibsen, mise en scène Stéphane Braunschweig, Théâtre national de la Colline
- 2015 : Le Roi Lear de William Shakespeare, mise en scène Olivier Py, Festival d'Avignon
- 2016-2017 : L'Avaleur de Jerry Sterner, mise en scène Robin Renucci, tournée Tréteaux de France et TNP Villeurbanne
- 2019 : Un conte de noël d'Arnaud Desplechin, mise en scène Julie Deliquet, théâtre de l'Odéon

## Doublage

### Cinéma

#### Films
- 1990 : Danse avec les loups : John J. Dunbar (Kevin Costner)
- 2005 : Kiss Kiss Bang Bang : Harlan Dexter (Corbin Bernsen)

### Télévision

#### Séries télévisées
- 2005 : Les Rois maudits : Bartolome Tolomei (Luca Barbareschi)

## Radio
- 2008 : Modern Style de Samuel Rondière, France Culture[2]
- 2014 : Les Misérables de Victor Hugo, France Culture[3]
- 2023 : Le procès de Patrick Henry, réalisé par Cédric Aussir, France Culture[4]